# Валпроева киселина
Валпроевата киселина е карбоксилна киселина, използвана като медикамент за лечението на епилепсия, понякога биполярно разстройство и мигрена. Предтавлява бял прах, лесно разтворим във вода и спирт.

## Описание
Счита се, че при прием на валпроева киселина количеството на гама-аминомаслена киселина се повишава в организма, което води до намаляване на възбудимостта. Трудно се дозира, метаболизира се в черния дроб. Влияе се от други антиепилептични медикаменти и седативи. Страничните ефекти могат да бъдат стомашно-чревни разстройства, сънливост, левкопения, тромбоцитопения и други. Продължителният прием може да доведе до косопад.